# Carl Gottfried Pfannschmidt

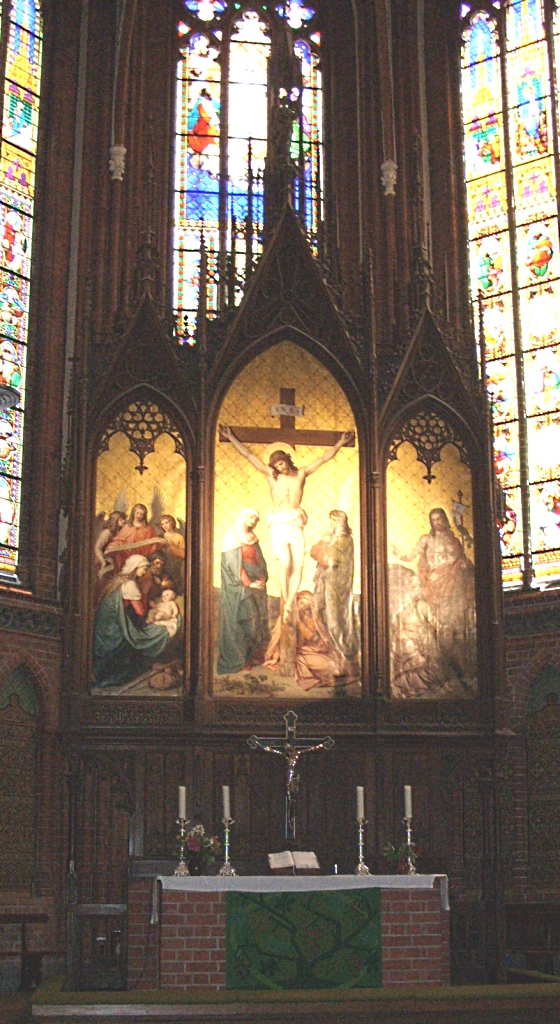
Altartavla i Paulskyrkan i Schwerin.

Carl Gottfried Pfannschmidt, född den 15 september 1819 i Mühlhausen, död den 5 juli 1887 i Berlin, var en tysk målare.
Pfannschmidt studerade i Berlin från 1835 under Däge och Cornelius och i Italien, målade ideella bilder av bibliskt innehåll: Nattvarden (i Berlins slottskapell), väggmålningar och altartavlor i Schwerin, Uppståndelsen (i Barth, Pommern), Fader vår (Nationalgalleriet i Berlin), kartonger till glasmålningar i Berlin, Magdeburg och Stuttgart. Dessutom utförde han teckningar ur Moses liv, som stuckits i koppar, och kartonger ur profeten Daniels liv (i Berlins Nationalgalleri). Han var även verksam som bildhuggare. Pfannschmidt var professor vid konstakademien i Berlin.